# Strażnicy Dharmy
Strażnicy Dharmy (sanskryt Dharmapala) – w buddyzmie Wadżrajany to buddowie lub bodhisattwowie bądź inne istoty pojawiający się w groźnej formie związani obietnicą m.in. przez Padmasambhavę, które mają za swoje główne zadanie oddalać praktykującym buddyjskie nauki przeszkody na drodze ich do oświecenia. 
Wyróżnia się dwa rodzaje strażników: światowi strażnicy i strażnicy będący emanacjami buddów.
Światowi strażnicy to potężne istoty, które są na ścieżce buddyjskiej lecz nie osiągnęły jeszcze wyzwolenia od cierpienia. Wiąże ich jednak obietnica ochraniania Dharmy złożona buddom bądź wielkim tantrycznym mistrzom. Zadaniem światowego strażnika jest ochrona rejonu, kraju, klasztoru czy miejsca przed problemami czy szkodliwymi wpływami dla rozwoju buddyzmu i buddyzm praktykujących. Przykładową postacią tego typu strażników jest np. wielki strażnik nauk Dzogczen Rahula.
Strażnicy będący emanacjami buddów przejawiają aspekty mądrości Buddów i mają ochraniać buddyzm. Ich głównym zadaniem jest ochranianie nauk oraz zabezpieczenie przed "wewnętrznymi niebezpieczeństwami" dla praktyki buddyzmu, np. przeszkadzającymi emocjami u praktykujących, takimi jak przywiązanie, pomieszanie, zazdrość, gniew i duma. Przykładową postacią tego typu strażników jest Sześcioramienny Mahakala, który jest groźnym aspektem Avalokiteśvary. 
Strażnicy należą do tzw. trzech korzeni buddyzmu Wadżrajany. Dwa pozostałe to jidam i lama.